# Maria Grzegorzewska
Maria Grzegorzewska (née le 18 avril 1888 à Wołucza et morte le 7 mai 1967 à Zalesie Dolne (pl)) est une éducatrice polonaise qui a amené le mouvement d'éducation spéciale en Pologne. Son travail scientifique et pour le système éducatif polonais est récompensé par de nombreux prix et distinctions.

## Jeunesse
Maria Stefania Grzegorzewska est née le 18 avril 1888 à Wołucza, un village du royaume de Pologne de l'empire russe, fille de Felicja (née Bogdanowicz) et de Adolf Grzegorzewski,. Ses deux parents sont originaires de Żmudź, une région située à présent en Lituanie, et déménagent à Wołucza, où ils louent un domaine. Son père est administrateur de la succession et supervise également les fermes voisines, plaidant pour la modernisation des pratiques agricoles et le traitement humain des travailleurs. Elle est la plus jeune des six frères et sœurs, dont Zenon, Wanda, Helena, Witold et Władysław. Maria Grzegorzewska est influencée par la façon dont son père prenait soin de ses terres et de ses voisins,. De la même manière, Maria Grzegorzewska est influencée par sa mère qui est impliquée dans des projets sociaux pour aider les villageois locaux, leur fournissant des soins médicaux et des services pour les aider dans leur vie. Felicja considérait le service envers ses voisins comme un devoir  et, dès son plus jeune âge, sa fille a développe une sensibilité et un intérêt envers les besoins des autres.
Au moment où Maria Grzegorzewska commence ses études en Pologne, les programmes de russification ont poussé de nombreux parents à envoyer leurs enfants dans des écoles privées clandestines afin qu'ils puissent étudier leur propre culture et leur langue.  Elle étudie dans un internat à Varsovie dirigé par Mme Kotwicki pendant quatre ans, puis elle entre ensuite dans l'école Paulina Hewelke l » complétant trois années d'études supplémentaires avant d'être diplômé en 1907,. Elle entre ensuite dans un cours préparatoire universitaire d'un an dirigé par Ludwik Krzywicki du département de mathématiques et de sciences de l'université de Varsovie . Pendant ses études, elle rencontre et s'implique dans un groupe de militants sociaux, parmi eux, Marian Falski (pl), Helena Radlińska et Stefania Sempołowska,. 
Participer à la jeunesse socialiste clandestine et fournir une éducation aux travailleurs, a attiré l'attention de la police tsariste sur elle, la forçant à fuir en Lituanie,. En Lituanie, elle obtient un diplôme d'enseignante privée et donne des cours particuliers pour gagner de l'argent et entrer à l'université.
En 1909, Maria Grzegorzewska commence ses études à l'université Jagellonne de Cracovie, en même temps qu'elle est tutrice, donne des conférences à l'université populaire Adam-Mickiewicz et effectue des travaux divers, tels que le collage d'enveloppes,. Pendant deux ans, elle étudie et travaille intensément à Cracovie, mais le manque de nutrition adéquate et de sommeil affecte sa santé. Souffrant d'une maladie pulmonaire, Maria Grzegorzewska quitte l'école pour se faire soigner à Zakopane où son fiancé Czesław avait été pris pour une tuberculose. Czesław meurt quelques mois plus tard, laissant Maria Grzegorzewska dans une dépression,. En séjournant à la Villa Osobita, elle rencontre Władysław Heinrich, qui lui fait part du travail en pédologie effectué par sa compatriote, Józefa Joteyko en Belgique.  Elle commence une correspondance avec Józefa Joteyko et après un voyage en Italie avec sa famille, elle est retourne à Zakopane, où elle enseigne pour gagner assez d’argent pour pouvoir poursuivre ses études à Bruxelles,. 

## Biographie
Née dans une famille de la région de Żmudź, elle est fortement influencée par les croyances humanitaires de ses parents. Après avoir fréquenté des écoles clandestines pour acquérir son éducation de base auprès d'éducateurs polonais plutôt que russes, elle a obtenu ses diplômes d'enseignement en Lituanie. Elle poursuit ses études à l'université Jagellonne de Cracovie et, en 1913, rejoint sa compatriote Józefa Joteyko à Bruxelles, pour étudier à la Faculté internationale de pédagogie. Au moment où elle étudie en Belgique, sa scolarité est interrompue par la Première Guerre Mondiale. Maria Grzegorzewska retourne alors à Paris et elle soutient sa thèse de doctorat en esthétique à la Sorbonne en 1916.
Après l'établissement de la deuxième République polonaise, Maria Grzegorzewska retourne en Pologne avec la ferme intention de créer des programmes répondant aux besoins des enfants en situation de handicap et de mettre en place des réformes de l'éducation pour améliorer leurs conditions de vie. En 1919, elle commence à travailler pour le ministère des Cultes et de l'Instruction publique, en créant des structures d'accueil pour les enfants en situation de handicap, des écoles d'enseignement spécial et des programmes de formation pour les enseignants. En utilisant sa propre méthodologie, elle conçoit des programmes qui sont mis en œuvre en 1922 dans le nouvel Institut d'État d'éducation spéciale. Elle dirigera cet institut depuis sa fondation jusqu'à sa mort.
Pendant la Seconde Guerre mondiale, Maria Grzegorzewska travaille comme infirmière, elle est active dans le mouvement de résistance polonais et enseigne à Varsovie. Elle rejoint Żegota et apporte son aide aux juifs. Lorsque la Pologne est libérée en 1945, Maria Grzegorzewska relance l’Institut d’éducation spéciale et, au bout de cinq ans, introduit les cours de troisième cycle et les cours extramuraux dans les programmes d’études. En 1950, pendant le stalinisme, l'école est rebaptisée Państwowe Studium Pedagogiki Specjalnej (Collège d'État de l'éducation spéciale) et un programme d'enseignement y est introduit. Elle lutte contre le programme d'État pour protéger l'éducation spéciale et les personnes en situation de handicap. Après le dégel de 1956, l'ancien nom est récupéré et elle retrouve le soutien des autorités gouvernementales. Entre 1957 et 1960, elle est professeure titulaire à l'université de Varsovie.

## Vie à l'étranger
En 1913, Maria Grzegorzewska arrive à la Faculté internationale de pédagogie de Bruxelles et commence à étudier avec Joteyko. Elle prend cours de pédagogie, de psychologie et de sociologie, où elle rencontre d'éminents savants et scientifiques, qui influencent son parcours. Bien que cette faculté soit un mélange international de scientifiques originaires d'Argentine, de Belgique, de France, de Géorgie, des Pays-Bas, de Pologne, de Roumanie et d'Espagne, elle partage un logement avec des étudiants polonais Józefa Berggruen, Stefania Chmielakówna et Wanda Wosińska. Dans le cadre de ses recherches, Maria Grzegorzewska entreprend une étude sur le développement esthétique des enfants dans les écoles publiques de Bruxelles. Maria Grzegorzewska est attirée et impressionnée par l'ampleur des connaissances de Józefa Joteyko et par son empathie pour les enfants et les pauvres. Au fur et à mesure que leur relation évolue, elles sont devenues des compagnons de vie professionnelle et privée. En 1914, Maria Grzegorzewska retourne en vacances en Pologne pour voir sa famille et se trouve là-bas au moment de la Première Guerre mondiale. Elle voyage sur un navire de guerre à travers la mer du Nord minée et elle rejoint Józefa Joteyko à Londres en 1915,. Après un court séjour, les deux émigrent à Paris, où Józefa Joteyko commence à travailler au Collège de France et où Maria Grzegorzewska s'inscrit à la Sorbonne.
Tout en continuant ses recherches en esthétique, Maria Grzegorzewska compile ses recherches de la Belgique dans une thèse Studium na temat rozwoju uczuc estetycznych - badania z zakresu estetyki eksperymentalnej przeprowadzone wśród uczniów Szkół brukselskich (« Étude du développement des sensations esthétiques - la recherche dans le domaine de l'esthétique expérimentale menée auprès des élèves des écoles bruxelloises ») elle obtient son diplôme en 1916,. Pendant qu’elle prépare sa thèse, Maria Grzegorzewska participe à une visite sur le terrain à l’ hôpital de Bicêtre, un établissement psychiatrique qui traite des personnes ayant une déficience intellectuelle grave,. Cette excursion à un profond effet sur elle et bien que depuis son enfance Maria Grzegorzewska soit mal à l’aise à la vue de la déficience physique celle-ci décide que le travail de toute sa vie sera d’assurer l’égalité d’accès et d’éducation aux personnes en situation de handicap.  Elle commence à travailler dans une école pour les étudiants en situation de handicaps mentaux à Paris et crée une méthode pour travailler avec les élèves combinant son expérience acquise en Pologne, en Belgique et en France,. En 1918, Józefa Joteyko et elle fondent la Ligue polonaise d’enseignement à Paris dans l’objectif d’aider les Polonais exilés impliqués dans le mouvement indépendantiste à recueillir du matériel sur l’éducation et la méthodologie d’enseignement. Ils prévoient d’utiliser ce matériel pour développer un système scolaire moderne une fois que la Pologne aura regagné son indépendance. Maria Grzegorzewska a écrit un article pour la Ligue O konieczności zorganizowania specjalnego szkolnictwa dla dzieci anormalnych w Polsce (Sur la nécessité d'organiser une éducation spéciale pour les enfants en situation de handicap en Pologne).
En mai 1919, Maria Grzegorzewska et Józefa Joteyko rentrent en Pologne, peu après la création de la deuxième république polonaise,. En quelques mois, elle trouve du travail en tant qu'assistante au ministère des Affaires religieuses et de l'Instruction publique . Elle est chargée de gérer le développement de l'éducation spéciale pour les écoles, les institutions et les éducateurs,. Comme Józefa Joteyko est refusée à l'université de Varsovie,, Maria Grzegorzewska l'aide à trouver du travail comme enseignante au Państwowy Instytut Pedagogiczny / Instytut Głuchoniemych à Varsovie,. Bien qu’à ce moment-là des installations limitées sont établies pour les personnes sourdes, les aveugles et les personnes en situation de handicap mental il n’y a pas de système d’éducation nationale adressé à ceux qui vivent avec des difficultés physiques ou mentales Maria Grzegorzewska vise à mettre en œuvre les méthodes pédagogiques qu’elle a conçues, avec la formation obligatoire des enseignants et des projets de recherches en cours pour évaluer le système au fil du temps. Sa méthode adopte une approche holistique qui inclut la prise en compte des soins, des obstacles au fonctionnement quotidien et de l’éducation des personnes ayant un handicap mais aussi leur intégration sociale et leur développement socioprofessionnel. Il s’agit d’évaluer les enfants chroniquement malades, à handicap ou socialement inadaptés d’un point de vue interdisciplinaire et scientifique, plutôt que de se concentrer sur leurs défauts perçus.
Après une période de trois ans durant laquelle elle réorganise ses cours de pédagogies de nombreuses fois, Maria Grzegorzewska fonde l’institut d’État d’Éducation Spéciale en 1922. Elle est la directrice de cet institut de sa création à son décès. En 1924, elle fonde le journal Szkoła specjalna (L’Éducation Spéciale) dans lequel elle publie des choses à propos de son expérience sur le terrain et sur les travaux scientifiques qu’elle dirige pour développer « une méthode innovante de revalidation » pour les enfants inadaptés ou possédant un handicap. Elle le dirigera jusqu’à la fin de sa vie. Malgré ses nombreuses obligations, lorsque les conditions cardiaques de Józefa Joteyko s’aggravent en 1927, Maria Grzegorzewska prend soin d’elle jusqu’à sa mort l’année suivante. En 1930 elle fonde et dirige l’Institut d'État des enseignants (Państwowy Instytut Nauczycielski), afin de donner aux éducateurs un moyen d’améliorer leurs compétences par le biais de la formation continue et des techniques d’enseignement. Elle est renvoyée de l’Institut des enseignants en 1935 parce qu’elle s’oppose aux règles autoritaires imposées par le mouvement Sanacja. Elle participe à de nombreuses conférences dont le 4e Congrès de la Ligue Internationale pour la nouvelle éducation tenu en 1927 à Locarno, en Suisse ; le 2e Congrès des enseignants des écoles spéciales organisé en 1934 ; et le 1er Congrès national des enfants de 1938. En 1927, elle publie un livre Structure psychologique de la lecture visuelle et tactile (Struktura psychiczczytania wzrokowego i dotykowego).
Avec le début de La Seconde Guerre Mondiale, L’Institut d’éducation spéciale est fermé et Maria Grzegorzewska commence à travailler comme infirmière dans un hôpital de l’armée dirigé par la Croix-Rouge polonaise. Entre 1934 et 1944, elle enseigne à l’école spéciale no 177 à Varsovie et elle participe au système d’éducation clandestine. Elle est active dans le mouvement de résistance polonaise, elle distribue des armes et des brochures, elle rejoint Żegota, elle donne une assistance « méritoire » aux personnes juives ; elle cache également des personnes juives pour sauver leur vie. Elle est membre de la patrouille sanitaire d’Ochota pendant l’insurrection de Varsovie. Pendant le soulèvement, sa maison est détruite, maison dans laquelle se trouve deux manuscrits inédits qu’elle n’a pas encore publié ; le deuxième volume de « Psychologie des personnes sourdes » (Psychologia niewidomych) dont le premier volume est publié en 1930 et La personnalité de l’enseignant (Osobowość nauczyciela ). Après la libération de la Pologne, Maria Grzegorzewska ouvre un nouvel Institut d’éducation spéciale car l’autre est détruit pendant le conflit. 30% des enseignants de cet Institut sont décédés pendant la guerre elle lance donc un programme pour aider à former rapidement de nouveaux enseignants. L’Union des enseignants polonais est rétablie et commence des recherches pour évaluer les programmes éducatifs existants, le statut socio-économique des enseignants et le rôle des écoles dans leurs communautés ainsi que d’autres sujets.
En 1947, Maria Grzegorzewska publie le premier volume de son chef d’œuvre Lettre pour un jeune professeur (Listy do młodego nauczyciela) dans lequel elle exprime ses pensées à propos de la relation entre les professeurs et leurs élèves et l’impact que les professeurs ont sur le développement de leurs élèves. Dans le livre elle parle également des solutions pour améliorer la vie des personnes ayant un handicap en surmontant leurs limitations fonctionnelles et en améliorant leurs conditions de vie. Elle souligne que les leçons doivent être fondés sur une activité flexible qui répond aux capacités des élèves et stimule leur apprentissage. Elle souligne également l’importance des pauses pour prévenir la surstimulation. En créant un système de classification détaillé elle fait valoir le fait que l’éventail des handicaps est extrêmement large et exige des enseignants qui individualisent la formation pour répondre aux besoins des élèves.
Elle choisit le titre de son œuvre (Lettre à un jeune professeur) pour montrer que les informations dans le livre constituent bien un dialogue dans le but de générer une réflexion et de l’inspiration ainsi que les commentaires des enseignants. L’œuvre entière contient 24 lettres, publiées en 3 volumes, entre 1947 et 1961. Le premier volume est accompagné de conseils pratiques et est axé sur le renforcement de la communauté entre les enseignants, les encourageant à s’entraider. D’autres lettres contiennent des informations historiques sur les innovateurs dans le domaine de l’éducation et d’autres parlent de valeurs humanitaires et éthiques comme clés de la connaissance de soi et des mécanismes d’adaptation au changement, qui pourraient à leur tour, motiver et inspirer les autres. Elle s’intéresse moins à la structure des matériaux et plus à l’aide qui reconnait la dignité et le droit à l’égalité de toute vie. Les différents volumes de cette œuvre influencent le développement international de la pensée sur l’éducation en général ainsi que l’éducation spéciale.
En 1950, Maria Grzegorzewska introduit des cours extra-muraux et postuniversitaire à l’Institut d’Éducation Spéciale. En mars, l’école est renommée Le Collège d’État de l’Éducation Spéciale (the Państwowe Studium Pedagogiki Specjalnej) et un programme d’État y est introduit. Durant la fin de la période Staliniste ses activités sont « accueillies froidement » par les dirigeants de la République populaire de la Pologne car ils considèrent que les personnes ayant un handicap n’ont pas besoin de considération particulière. Les enseignants qui ne sont pas suffisamment marxistes sont licenciés ou rétrogradés et la formation des enseignants est supprimée. Grzegorzewska se bat pour protéger l’éducation spéciale et les personnes en situation de handicap qui sont lésées par l’idéologie communiste ce qui met son emploi en péril. Quand le dégel de 1956 accorde au gouvernement polonais une plus grande autonomie par rapport aux politiques soviétiques, Maria Grzegorzewska retrouve l’ancien soutien des autorités et le nom de l’Institut est rétabli. De 1957 à 1960, elle est professeure titulaire à l’université de Varsovie et présidente du premier département polonais de pédagogie spéciale. Ses œuvres majeures comprennent L’Analyse des cas de compensation chez les personnes atteintes de surdité et chez les personnes muettes, 1959 (Analiza zjawisk kompensacji u głuchych i niewidomych) et Sélection d’œuvres, 1964 (Wybór pism). Son travail en science et le système d’éducation polonaise sont honorés avec de nombreux prix et distinctions à la fin de sa vie.

## Mort et héritage

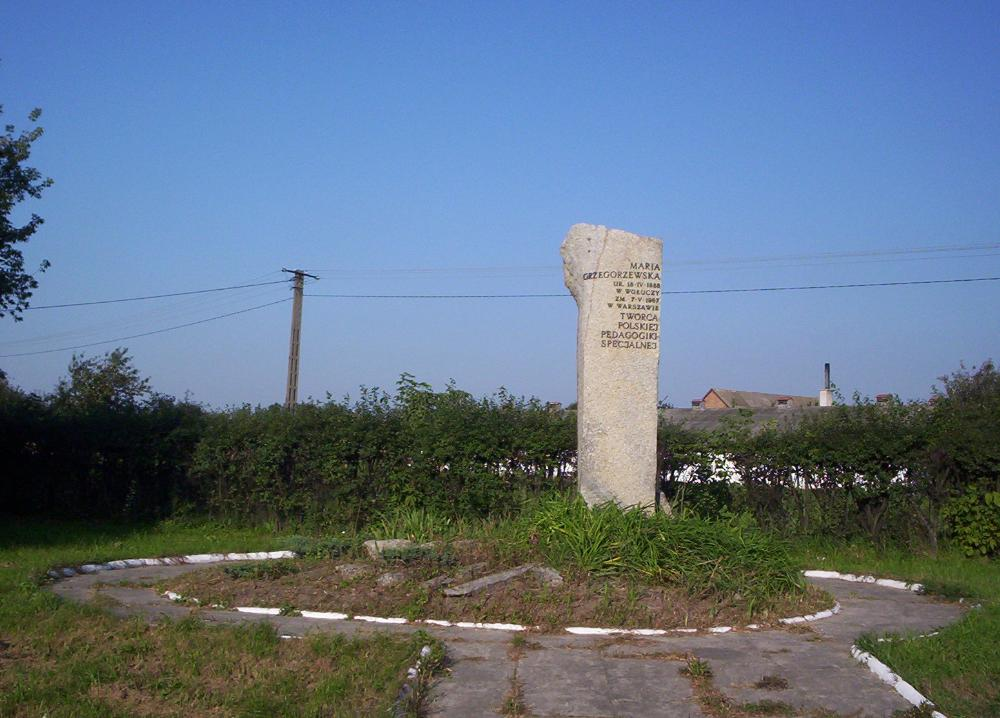
Monument à Maria Grzegorzewska à Wołucza

Maria Grzegorzewska meurt d’une attaque cardiaque le 7 mai 1967 chez elle à Zalesie Dolne une ancienne ville qui a été incorporée dans la ville actuelle de Piaseczno près de Varsovie. Elle est enterrée dans le cimetière de Powazki dans « l’avenue du mérite ». On se souvient d’elle comme la fondatrice du système d’éducation spéciale en Pologne. Son approche consistant à utiliser l’éducation spéciale pour donner aux enfants en situation de handicap ou mal adaptés une formation leur permettant de s’adapter à la société et de surmonter les limitations de leur santé mentale et physique est significative. Elle marque un changement dans l’évolution de la pensée éducative, passant du traitement du handicap à la reconnaissance des besoins de la personne. Jerzy Zawieyski fonde son roman Droga do domu sur la relation entre Maria Grzegorzewska et Czesław.
Une école d’éducation spéciale dans la ville de Poznań Zespół Szkół Specjalnych nr 103 im. Marii Grzegorzewskiej est nommée en son honneur en 1972. En 1976 l’Institut d’État d’Éducation spéciale à Varsovie qu’elle a fondé est également baptisé en son honneur, il est maintenant appelé Académie Maria-Grzegorzewska (Akademia Pedagogiki Specjalnej im. Marii Grzegorzewskiej). Deux monuments lui sont consacrés, l’un près de l’école de Poznań et l’autre à Kurzesyn, près de Wolucza, lieu de naissance de Maria Grzegorzewska.